# Xenoctenidae
Xenoctenidae es una familia de arañas araneomorfas.

## Géneros
- Incasoctenus Mello-Leitão, 1942
- Odo Keyserling, 1887
- Paravulsor Mello-Leitão, 1922
- Xenoctenus Mello-Leitão, 1938